# Glysterus scutatus
Espèce
Synonymes
- Rooma caudaspina Goodnight & Goodnight, 1942

Glysterus scutatus est une espèce d'opilions laniatores de la famille des Ampycidae.

## Distribution
Cette espèce est endémique de la province de Limón au Costa Rica. Elle se rencontre vers Puerto Limón.

## Description
Le mâle holotype mesure 6 mm.

## Systématique et taxinomie
Cette espèce a été décrite par Roewer en 1931.
Rooma caudaspina a été placée en synonymie par Goodnight et Goodnight en 1947.

## Publication originale
- Roewer, 1931 : « Weitere Weberknechte V. (5. Ergänzung der: "Weberknechte der Erde", 1923). » Abhandlungen der Naturwissenschaftlichen Verein zu Bremen, vol. 28, p. 101–164.